# Мингер, Рудольф
Рудольф Мингер (нем. Rudolf Minger; 13 ноября 1881 года, Мюльхи, кантон Берн, Швейцария — 23 августа 1955 года, Шюпфен, кантон Берн, Швейцария) — швейцарский политик, президент.

## Биография
После окончания школы в Фраубруннене (1894-1897), он прошёл стажировку в секретариате окружного суда в Ла-Нёввиле (1897-1898). В 1906 году женился на своей дальней родственнице Софии Мингер. До 1907 года он работал на семейной ферме, где воспользовался долгой болезнью чтобы самостоятельно завершить обучение. Затем принял большую ферму в Шюпфене, которую унаследовала его жена.
В 1918 году Мингер основал Партию крестьян и бюргеров Берна (в 1921 году переименована в Партию крестьян, ремесленников и бюргеров) и был её первым председателем с 1919 по 1929 год. В 1919 году он организовал успешную кампанию на первых выборах в Национальный совет по пропорциональной системе. Он оставался членом парламента до 1929 года и возглавлял там аграрную группу, которую и создал. Он был также членом многочисленных комитетов, занимающихся сельским хозяйством и военными делами. Одновременно был избран в Большой совет (кантональный парламент) Берна с 1922 по 1929 год.
- 5 декабря 1927 — 3 декабря 1928 — президент Национального совета Швейцарии.
- 12 декабря 1929 — 31 декабря 1940 — член Федерального совета Швейцарии.
- 1 января 1930 — 31 декабря 1940 — начальник военного департамента.
- 1934, 1940 — вице-президент Швейцарии.
- 1935 — президент Швейцарии.

Кроме того Мингер был членом Комитета (с 1911), а затем президентом Швейцарской федерации сельскохозяйственных кооперативов; членом Комитета (1919-1948), затем председателем Экономического общества кантона Берн; членом Комитета и вице-президентом Швейцарского общества сельского хозяйства; членом Руководящего комитета швейцарских крестьян; судьёй Коммерческого суда в Берне; членом правления Национального банка. После его отставки из Федерального совета, он работал в советах директоров различных компаний в пищевой промышленности.